# Давид I (цар Кахеті)
Давид I (груз. დავით I; 1569 — 21 жовтня 1602) — цар Кахетії (1601–1602), другий син царя Олександра II від першого шлюбу з Тінатін Амілахварі. Представник династії Багратіоні.

## Життєпис
У жовтні 1603 року царевич Давид захопив кахетинський царський престол, усунувши від влади свого батька. Спочатку він наказав схопити та ув'язнити свого брата Георгія, а потім скинув свого батька та помістив під варту.
Його правління тривало недовго — він помер за рік, а його батько повернув собі трон.

## Родина
1581 року царевич Давид одружився з Кетеван, дочкою князя Ашота Мухранського. Від того шлюбу народились:
- Теймураз (1589—1663), цар Кахетії та Картлі;
- Вахтанг (пом. 1604);
- Єлена, дружина перського шаха Аббаса I.